# Kallsjön, Ångermanland
Kallsjön är en sjö i Härnösands kommun i Ångermanland och ingår i Ångermanälven-Gådeåns kustområde. Sjön har en area på 0,223 kvadratkilometer och ligger 68 meter över havet.

## Delavrinningsområde
Kallsjön ingår i det delavrinningsområde (695652-161417) som SMHI kallar för Rinner till Hemsösundet sek namn. Medelhöjden är 80 meter över havet och ytan är 21,18 kvadratkilometer. Det finns inga avrinningsområden uppströms utan avrinningsområdet är högsta punkten. Avrinningsområdets utflöde mynnar i havet, utan att ha någon enskild mynningsplats.